# 15 Pułk Piechoty (PSZ)
15 Pułk Piechoty „Wilków” (15 pp) – oddział piechoty Polskich Sił Zbrojnych w ZSRR.
Pułk był formowany od 13 września 1941 roku w składzie 5 Dywizji Piechoty w miejscowości Tatiszczewo. W dniach 5-15 II 1942 roku pułk został przetransportowany koleją do miejscowości Dzałał-Abad w Kirgiskiej SRR i skierowany do kołchozu Kaganowicza jako garnizonu. Struktura organizacyjna wzorowana była na etacie pułku strzeleckiego Armii Czerwonej.
W dniu 7 sierpnia 1942 roku został ewakuowany z ZSRR, poprzez Iran do Iraku, a we wrześniu włączony w skład Armii Polskiej na Wschodzie. 25 października 1942 roku pułk został rozformowany. Na jego bazie zostały utworzone dwa bataliony strzelców (12 i 15) oraz zawiązki dla innych oddziałów 5 Wileńskiej Dywizji Piechoty.

## Żołnierze pułku
Dowódcy pułku
- ppłk dypl. Antoni Szymański (13 IX 1941 - 29 III 1942)[1][2]
- ppłk Jan Lachowicz (29 III - 25 X 1942)[2]

Szefowie sztabu pułku
- mjr Józef Władysław Sierosławski[2]

Dowódcy batalionu
- Dowódca I batalionu - kpt. Jerzy Gędzierski[2]
- Dowódca II batalionu - kpt. Adolf Brażuk[2]
- Dowódca III batalionu - mjr Stanisław Mrozek[2]